# Hervé Drévillon
 (octobre 2020).
Pour les articles homonymes, voir Drévillon.
Hervé Drévillon, né le 16 janvier 1963 à Dakar (Sénégal), est un historien français.
Professeur des universités, titulaire d'une chaire d'histoire moderne de l'université Panthéon-Sorbonne et spécialiste de l’histoire militaire, il est directeur de l’Institut des Études sur la Guerre et la Paix et directeur de la Recherche au Service Historique de la Défense.

## Biographie

### Formation
- 1985 Maîtrise de l'université Paris I, « Les guerres de Vendée et la chouannerie (1793-1815-1832) dans l'historiographie française de 1800 à 1835 » sous la direction de Maurice Agulhon. Mention Très Bien.
- 1988 Agrégation d'histoire[2].
- 1994 Thèse de doctorat de l'École des Hautes Études en Sciences Sociales, « Lire et écrire l'avenir. Astrologie, prophéties et prédictions dans la France du XVIIe siècle (1610-1715) » sous la direction de Roger Chartier. Mention Très Honorable avec félicitations du jury[3].
- 2004 Habilitation à Diriger des Recherches : « Figures de l'homme d'épée au XVIIe siècle. Pour une histoire du geste et de la parole » sous la direction d'Alain Cabantous.

### Parcours professionnel
- 1987-1988 Lycée de la Plaine de Neauphle, Trappes, (Yvelines) : Professeur stagiaire
- 1988-1993 Lycée Jules Uhry, Creil (Oise) : Professeur
- 1993-1994 Université de Bordeaux III : PRAG
- 1998-1999 École Polytechnique : Chargé de cours
- 2002-2004 CNRS - Institut d'Histoire Moderne et Contemporaine : Délégation
- 1994-2006 Université Paris I Panthéon-Sorbonne : Maître de Conférences
- 2005-.... Écoles de Saint-Cyr Coëtquidan : Professeur associé
- 2006-2009 Université de Poitiers : Professeur
- 2008 University of Toronto : Visiting Professor
- 2009-2010 CNRS - Direction scientifique de l'Institut des Sciences Humaines et Sociales : Chargé de mission
- 2009-.... Université Paris I Panthéon-Sorbonne : Professeur des universités (1ère classe depuis 2012)
- 2010-2013 Institut de recherche stratégique de l'École militaire (IRSEM) : Directeur du domaine « Histoire de la défense et de l'armement »
- 2016-.... Service Historique de la Défense : Directeur de la Recherche

## Publications
- Lire et écrire l’avenir : l’astrologie dans la France du Grand siècle, 1610-1715, Seyssel, France, Champ Vallon, coll. « Époques », 1996, 282 p.  (ISBN 2-87673-236-X)[4]
- Introduction à l'histoire culturelle de l'Ancien régime : XVIe-XVIIIe siècle, Paris, Éditions Sedes, coll. « Campus. Histoire », 1997, 191 p.  (ISBN 2-7181-9186-4)
- La Monarchie entre Renaissance et Révolution : 1515-1792, avec Laurent Bourquin, Joël Cornette (dir.) [et al.], Paris, Éditions du Seuil, coll. « L’Univers historique », 2000, 503 p.  (ISBN 2-02-033249-3)
- Croiser le fer : violence et culture de l’épée dans la France moderne. XVIe-XVIIIe siècle, avec Pascal Brioist, Pierre Serna, Seyssel, France, Champ Vallon, coll. « Époques », 2002, 429 p.  (ISBN 2-87673-352-8)
- Histoire culturelle de la France : 16e-18e siècle, Paris, Éditions Armand Colin, coll. « Campus. Histoire », 2002, 191 p.  (ISBN 2-200-26261-2)
- Nostradamus : L'éternel retour, avec Pierre Lagrange, Paris, Gallimard, coll. « Découvertes Gallimard / Histoire » (no 433), 2003, 128 p.  (ISBN 2070767485)
- L’Impôt du sang : le métier des armes sous Louis XIV, Paris, Librairie Jules Tallandier, 2005, 526 p.  (ISBN 2-84734-247-8)[5]
- Batailles : scènes de guerre de la Table ronde aux tranchées, Paris, Éditions du Seuil, coll. « L’Univers historique », 2007, 377 p.  (ISBN 978-2-02-080022-8)[6],[7]
- Les Rois absolus : 1629-1715, Joël Cornette (dir.), Paris, Éditions Belin, coll. « Histoire de France », 2009, 637 p.  (ISBN 978-2-7011-3364-5)[8]
- Penser et vivre l'honneur à l'époque moderne : actes du colloque, Metz, du 20 au 22 novembre 2008, dir. avec Diego Venturino, Rennes, France, Presses universitaires de Rennes, coll. « Histoire », 2011, 386 p.  (ISBN 978-2-7535-1390-7)
- L’Individu et la Guerre : du chevalier Bayard au soldat inconnu, Paris, Éditions Belin, coll. « Histoire de France », 2013, 320 p.  (ISBN 978-2-7011-7694-9)
- Histoire militaire de la France, sous la direction de Hervé Drévillon et Olivier Wieviorka, Éditions Perrin/ministère des armées, 2018, deux volumes.
- Penser et écrire la guerre, contre Clausewitz :1780-1837, Paris, Passés Composés, 2021, 320 p.  (ISBN 978-2379330766)

## Sources et liens externes
Le paragraphe "biographie" de cet article est basé sur une biographie publiée sur le site web de l'Institut d'Histoire Moderne et Contemporaine (IHMC)- voir lien 1 ci-dessous.
- Biographie publiée sur le site de l'IHMC
- [vidéo] « Interview d'Hervé Drévillon concernant l'histoire militaire », sur YouTube
- Notices d'autorité :   - VIAF
  - ISNI
  - BnF (données)
  - IdRef
  - LCCN
  - GND
  - Japon
  - Belgique
  - Pays-Bas
  - Pologne
  - Israël
  - NUKAT
  - Tchéquie
  - WorldCat
- Ressource relative à plusieurs domaines :   - Radio France
- Ressource relative à la bande dessinée :   - BD Gest'
- Ressource relative à la recherche :   - Persée
- Notice dans un dictionnaire ou une encyclopédie généraliste :   - Deutsche Biographie